# FK Shkupi
O FK Shkupi é um clube de futebol macedônio com sede em Skopje. A equipe compete no Campeonato Macedônio de Futebol.

## História
O clube foi fundado em 2012, após a dissolução do FK Sloga Jugomagnat.

## Treinadores
- Zekirija Ramadan (2014–16)
- Visar Ganiu (2016–20??)